# Transavia France
Transavia France (юридична назва Transavia France S. A. S.) — французька бюджетна авіакомпанія, що входить до холдингу Air France-KLM. Знаходиться під управлінням Air France і використовує бренд і корпоративний стиль сестринської від групи Air France-KLM нідерландського лоу-костера Transavia, від імені якого і виконує свої рейси.
Базується в паризькому аеропорту Орлі. З 2013 року посаду генерального директора авіакомпанії займає Антуан Пішу.

## Історія
Авіакомпанія була заснована в листопаді 2006 року і почала виконувати свої перші рейси з травня 2007 року під брендом transavia.com France. 40 % акцій нової авіакомпанії належали материнської компанії Transavia, а решта 60 % належать Air France.
У 2014 році стало відомо, що частину рейсів Transavia France, а саме з аеропорту Орлі будуть виконуватися на Аеробусах A320, які передали з Air France. Перший борт вже надійшов у флот компанії 1 липня цього ж року в лівреї Transavia. Однак у вересні через тривалий страйк працівників Air France авіакомпанія була змушена скасувати всі свої подальші плани щодо розвитку Transavia.

## Маршрутна мережа
Основним хабом авіакомпанії Transavia France є аеропорт Париж-Орлі, а також аеропорти в інших французьких містах: Лілль, Нант, Ліон, звідки перевізник виконує регулярні і сезонні рейси в міста Греції, Хорватії, Іспанії, Італії, Португалії, Марокко, Єгипту, Тунісу, Туреччини.

## Флот

### Поточний флот

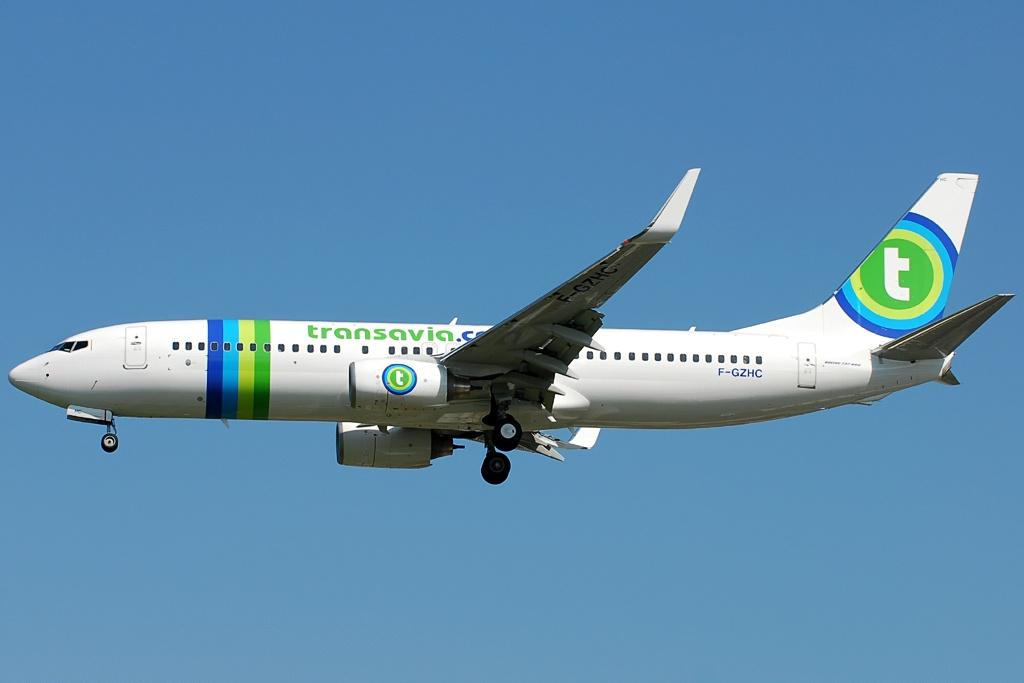
Boeing 737—800 в старій лівреї Transavia.com приземляється в аеропорту Париж-Орлі

Станом на серпень 2022 року флот авіакомпанії складається з таких літаків: